# Tessa Thompson
Tessa Lynn Thompson (Los Angeles, Kalifornia, 1983. október 3. –) amerikai színésznő.

## Gyermekkora és tanulmányai
1983. október 3-án született a kaliforniai Los Angeles-ben. Tessa apja Marc A. Thompson zenész-dalszövegíró, aki a New York-i Chocolate Genius nevezetű együttesben zenélt. Egyik nagyapja Bobby Ramos színész-zenész, az első olyan latin-amerikai, akinek saját TV show-ja volt. Édesanyja félig mexikói, félig fehér felmenőkkel rendelkezik. Fiatalabb féltestvére, Zsela énekesnő és dalszerző. Afroamerikai, mexikói, kaukázusi és közép-amerikai vér csörgedezik ereiben. A Santa Monica-i egyetemre járt, ahol kulturális antropológiát tanult és sok különböző színházi produkcióban vett részt.

## Karrierje
A legtöbben Jackie Cook-ként ismerik a Veronica Mars című sorozatból, amiben a második évad állandó szereplője volt. Emellett szerepelt a Döglött aktákban, és aktív tagja volt a burbank-i Colony Színháznak (California). Ezen kívül ő játszotta Weeber doki unokahúgát, Camille-t A Grace klinika című sorozatban. Majd tagja lett a CW rövidéletű Hidden Palms című sorozatának, amelyben Nikkit alakította. Ezután a Make it Happen című táncos filmben kapott szerepet Mary Elizabeth Winstead oldalán. Feltűnt a nemrég bemutatott Ismeretlen hívás című remake-ben. Közreműködött a Hétköznapi emberek és A játék ördöge című filmekben. 2017-ben a Thor: Ragnarök című szuperhősfilmben Valkűrt alakította.
Ötödik osztályosként debütált a színpadon, mint táncoló farkas. Amber Tamblyn oldalán játszhatott ebben a darabban. Jelölték a NAACP Image Award-ra a Rómeó és Júliában nyújtott alakításáért. Júliát játszotta, és ez volt élete első Shakespeare-szerepe. Később feltűnt a A viharban (Shakespeare) és a Vízkereszt, vagy amit akartokban továbbá a Summertime-ban, a Grease-ben és a Guys and Dolls-ban. 2005 nyarán ő volt a felkonferálója az Indoor/Outdoor nyugati parti premierjén a Colony Színházban, Burbankben (Kalifornia).
Imád táncolni, koreografálni és sportolni. Szereti a teniszt, az úszást, a röplabdát, a szörfözést és a szurkolást.

## Magánélete
2018 júniusában elárulta, hogy a férfiakhoz és a nőkhöz egyaránt vonzódik, de úgy döntött, hogy nem tekinti magát biszexuálisnak.

## Filmográfia

### Film
| Év   | Magyar cím                               | Eredeti cím                  | Szerep                    | Magyar hang        |
| ---- | ---------------------------------------- | ---------------------------- | ------------------------- | ------------------ |
| 2006 | Ismeretlen hívás                         | When a Stranger Calls        | Scarlet                   | Bálint Sugárka     |
| 2008 | Make It Happen – Dobd be magad!          | Make It Happen               | Dana                      | Szabó Zselyke      |
| 2008 | Magánalku                                | The Human Contract           | pincérnő                  |                    |
| 2009 |                                          | Mississippi Damned           | Kari Peterson (20 évesen) |                    |
| 2010 |                                          | Everyday Black Man           | Claire                    |                    |
| 2010 | Gyönyörű hulla                           | Exquisite Corpse             | Liz                       |                    |
| 2010 |                                          | For Colored Girls            | Nyla Adrose               |                    |
| 2011 |                                          | Periphery                    | Caitlin                   |                    |
| 2011 |                                          | Red & Blue Marbles           | Becca                     |                    |
| 2012 |                                          | Murder on the 13th Floor     | Nia Palmer                |                    |
| 2013 |                                          | South Dakota                 | Chris                     |                    |
| 2013 |                                          | Automotive                   | Maggie                    |                    |
| 2014 |                                          | Dear White People            | Samantha White            |                    |
| 2014 |                                          | Grantham & Rose              | Wallis                    |                    |
| 2014 |                                          | Selma                        | Diane Nash                |                    |
| 2015 | Creed: Apollo fia                        | Creed                        | Bianca Porter             | Czető Zsanett      |
| 2016 |                                          | War on Everyone              | Jackie Hollis             |                    |
| 2016 |                                          | Salt Water                   | Brit                      |                    |
| 2017 |                                          | South Dakota                 | Chris                     |                    |
| 2017 | Thor: Ragnarök                           | Thor: Ragnarok               | Valkűr                    | Gubik Petra        |
| 2018 | Bocs, hogy zavarom                       | Sorry to Bother You          | Detroit                   | Kis-Kovács Luca    |
| 2018 | Expedíció                                | Annihilation                 | Josie Radek               |                    |
| 2018 |                                          | Furlough                     | Nicole Stevens            |                    |
| 2018 |                                          | Little Woods                 | Ollie                     |                    |
| 2018 |                                          | Dirty Computer (rövidfilm)   | Zen / Mary Apple 23       |                    |
| 2018 | Creed II.                                | Creed II                     | Bianca Porter             | Czető Zsanett      |
| 2019 | Bosszúállók: Végjáték                    | Avengers: Endgame            | Valkűr                    | Gubik Petra        |
| 2019 | Men in Black – Sötét zsaruk a Föld körül | Men in Black International   | M ügynök                  | Gubik Petra        |
| 2019 | Susi és Tekergő                          | Lady and the Tramp           | Susi (hangja)             | Törőcsik Franciska |
| 2019 | Két páfrány között – A film              | Between Two Ferns: The Movie | önmaga                    |                    |
| 2020 | Sylvie szerelme                          | Sylvie's Love                | Sylvie Parker             |                    |
| 2021 | A látszat ára                            | Passing                      | Irene Redfield            | Gubik Petra        |
| 2022 | Thor: Szerelem és mennydörgés            | Thor: Love and Thunder       | Valkűr                    | Gubik Petra        |
| 2022 | Creed III.                               | Creed III                    | Bianca Taylor             | Czető Zsanett      |
| 2023 | Marvelek                                 | The Marvels                  | Valkűr                    | Gubik Petra        |

### Televízió
| Év        | Magyar cím                       | Eredeti cím                  | Szerep                      | Megjegyzések                                              |
| --------- | -------------------------------- | ---------------------------- | --------------------------- | --------------------------------------------------------- |
| 2005      | Döglött akták                    | Cold Case                    | Wilhemina "Billie" Doucette | 1 epizód                                                  |
| 2005–2006 | Veronica Mars                    | Veronica Mars                | Jackie Cook                 | - főszereplő (12 epizód) - magyar hangja: - Czető Zsanett |
| 2006      | A Grace klinika                  | Grey's Anatomy               | Camille Travis              | 2 epizód                                                  |
| 2006      | Sarah beavatása                  | The Initiation of Sarah      | Esme                        | tévéfilm                                                  |
| 2007      | A pálmák árnyéka                 | Hidden Palms                 | Nikki Barnes                | Sablon:Plainist                                           |
| 2008      | Életfogytig zsaru                | Life                         | Liza                        | 1 epizód                                                  |
| 2009      | Észvesztő                        | Mental                       | Lainey Jefferson            | 1 epizód                                                  |
| 2009      | Doktor Addison                   | Private Practice             | Zoe                         | 2 epizód                                                  |
| 2009      | Hősök                            | Heroes                       | Rebecca Taylor              | 3 epizód                                                  |
| 2009      | Doktor Donor (Három folyam)      | Three Rivers                 | Penelope Kirkell            | 1 epizód                                                  |
| 2010      |                                  | Betwixt                      | Jenny                       | tévéfilm                                                  |
| 2010      |                                  | Blue Belle                   | Blue                        | főszereplő (5 epizód)                                     |
| 2010–2011 |                                  | Detroit 1-8-7                | Lauren Washington           | 3 epizód                                                  |
| 2011      | Dzsungeldokik                    | Off the Map                  | Sydney                      | 1 epizód                                                  |
| 2011      | Született detektívek             | Rizzoli & Isles              | Anna Farrell FBI-ügynök     | 1 epizód                                                  |
| 2012–2013 | Park sugárút 666                 | 666 Park Avenue              | Sasha Doran                 | visszatérő szereplő (5 epizód)                            |
| 2012–2013 | Copper – A törvény ára           | Copper                       | Sara Freeman                | - főszereplő (22 epizód) - magyar hangja: - Sági Tímea    |
| 2016      |                                  | BoJack Horseman              | Tanisha (hangja)            | 1 epizód                                                  |
| 2016–2022 | Westworld                        | Westworld                    | Charlotte Hale              | - főszereplő - magyar hangja: - Bogdányi Titanilla        |
| 2018      |                                  | Portlandia                   | Bailey                      | 1 epizód                                                  |
| 2018      | Kedves fehér emberek             | Dear White People            | Rikki Carter                | 2 epizód                                                  |
| 2019      | Tuca és Bertie                   | Tuca & Bertie                | Sophie Black (hangja)       | 1 epizód                                                  |
| 2019      | Tömény történelem                | Drunk History                | Eartha Kitt                 | 2 epizód                                                  |
| 2020      | RuPaul’s Drag Race Szupersztárok | RuPaul's Drag Race All Stars | önmaga                      | 2 epizód                                                  |
| 2023–2024 | Mi lenne, ha…?                   | What If...?                  | Valkűr (hangja)             | - 2 epizód - magyar hangja: - Gubik Petra                 |